# Rudolf Baťa
Rudolf Baťa (4. září 1927 Zlín – 10. srpna 2017) byl český hokejový rozhodčí a funkcionář českého fotbalového svazu a Sparty.

## Život
Rudolf Baťa vystudoval strojní fakultu VUT v Brně a potom začal pracovat jako konstruktér a projektant v ČKD, kde zůstal 26 let. Do roku 1977 byl uznávaným hokejovým rozhodčím a působil v zápasech v nejvyšší československé lize i za hranicemi. Jako rozhodčí figuroval na šesti mistrovstvích světa a na dvou Olympiádách v letech 1972 a 1976.
Potom se začal věnovat fotbalu a mezi lety 1978 a 1996 byl sekretářem fotbalového svazu a členem disciplinární komise UEFA. V roce 1996 přijal nabídku svého oblíbeného klubu fotbalové Sparty a stal se jejím funkcionářem. Z ní odešel do důchodu až na konci května 2017, několik měsíců před svou smrtí.

## Ocenění
- V roce 2009 byl uveden do Síně slávy českého hokeje.
- Fotbalista roku 2014: síň fotbalové slávy[2]